# 塞希斯青肯峰

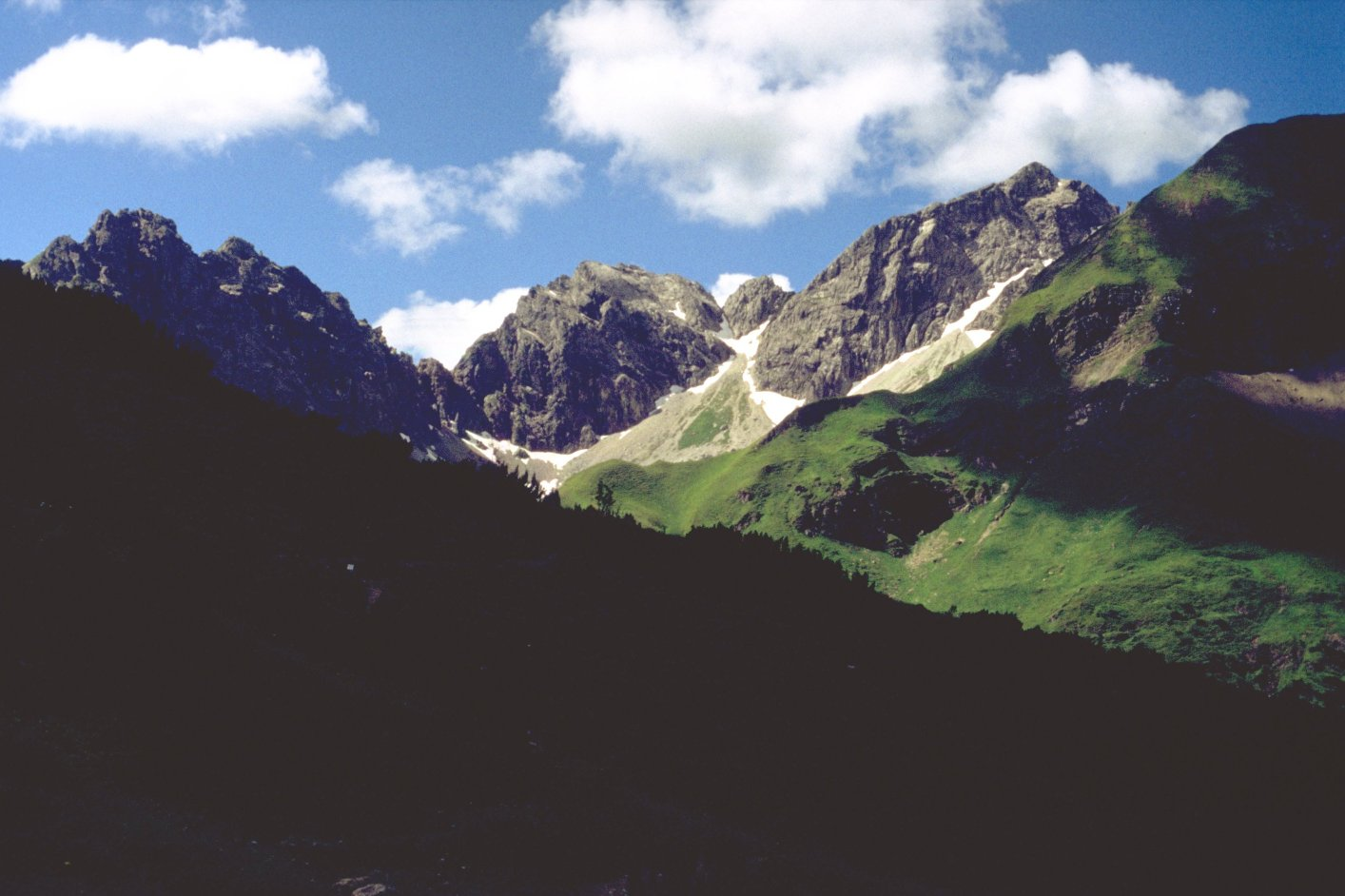

47°17′49″N 10°11′40″E / 47.29694°N 10.19444°E
塞希斯青肯峰（德語：Sechszinkenspitze），是中歐的山峰，位於奧地利和德國接壤的邊境，屬於阿爾高阿爾卑斯山脈的一部分，海拔高度2,191米，每年平均降雨量1,730毫米。